# Tuomas Kiiskinen
Tuomas Kiiskinen (ur. 7 października 1986 w Kuopio) – fiński hokeistam reprezentant Finlandii.
Jego brat Matias (ur. 1988) także został hokeistą.

## Kariera
- KalPa U16 (2001-2002)
- KalPa U18 (2002-2004)
- KalPa U20 (2003-2006)
- KalPa (2005-2012)
  -  Suomi U20 (2006)
- Donbas Donieck (2012-2014)
- Växjö Lakers (2014-2019)
- Skellefteå AIK (2019-)
  -  SaiPa (2019/2020)

Od czerwca 2014 zawodnik Växjö Lakers. W styczniu 2015 i w kwietniu 2017 przedłużał kontrakt o dwa lata. Po pięciu sezonach tamże we wrześniu 2019 przeszedł do Skellefteå AIK. Pod koniec tego miesiąca został wypożyczony do SaiPa. W kwietniu 2020 przedłużył umowę w Skellefteå o rok.
Uczestniczył w turnieju mistrzostw świata w 2012.

## Sukcesy
Klubowe
- Puchar Kontynentalny: 2013 z Donbasem
- Złoty medal mistrzostw Szwecji: 2015, 2018 z Växjö Lakers

Indywidualne
- SM-liiga (2011/2012):
  - Piąte miejsce w klasyfikacji +/- w sezonie zasadniczym: +25[6]
  - Piąte miejsce w klasyfikacji strzelców w fazie play-off: 5 goli[7]